# Hemsedal Top 20

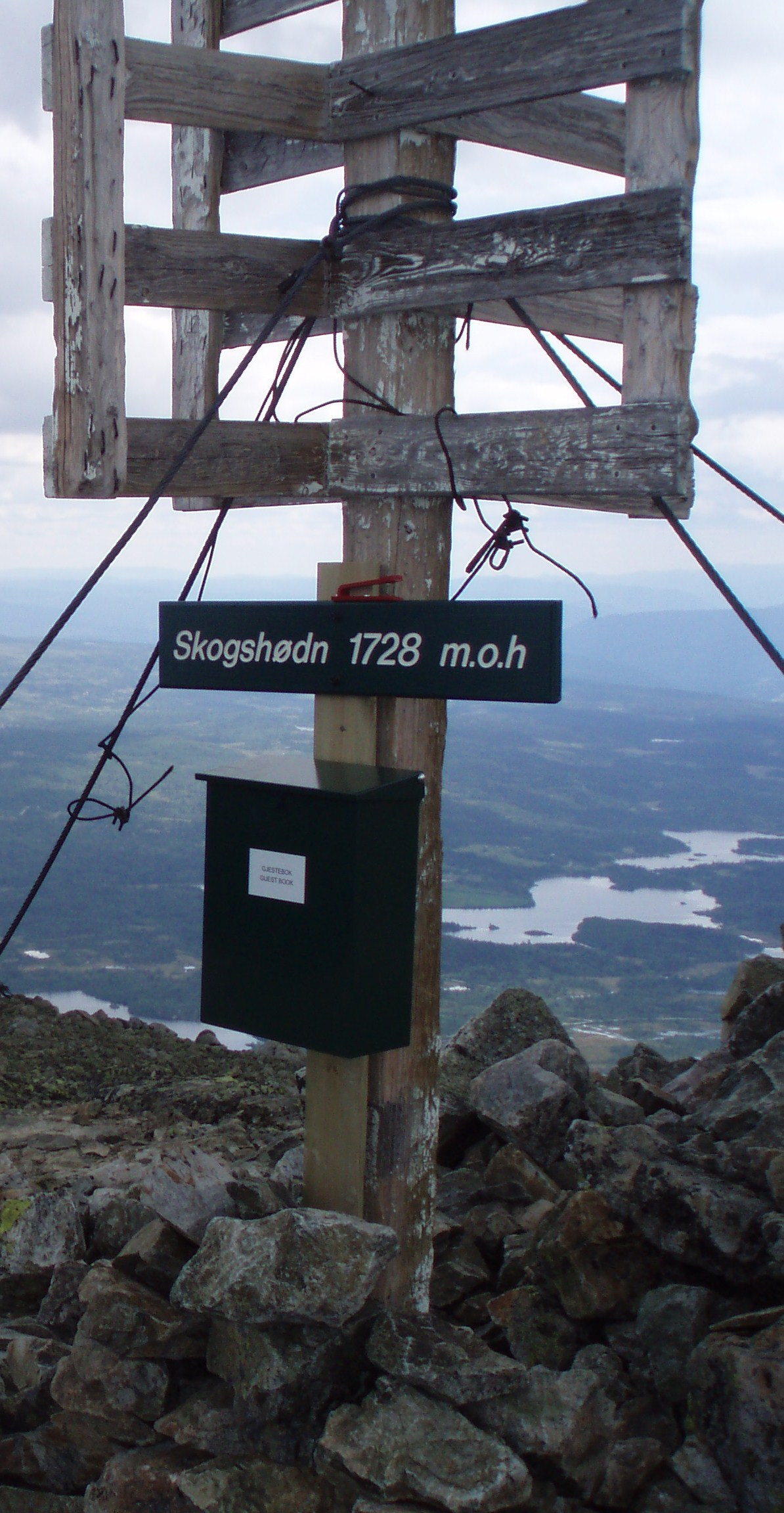
Bord en brievenbus op de Skogshorn (2006)

Hemsedal Top 20  is een verzameling van twintig bergen in de Noorse gemeente Hemsedal die in de zomer beklommen kunnen worden. De twintig bergtoppen hebben elk een wegwijzer met een bord met de naam en een brievenbus met een gastenboek.
De bergtoppen zijn onderverdeeld in vier categorieën: groen, blauw, rood en zwart. De groene categorie staat voor de gemakkelijkste beklimming en zwart voor de moeilijkste.

## Bergtoppen

### Groene categorie
- Venåshøvda (988 meter)
- Høllekølten (804)
- Karisetberget (837)

### Blauwe categorie
- Gjeiteberget (834)
- Storhøvda (1075)
- Steget (920)
- Totten (1497)
- Raudberg (1486)

### Rode categorie
- Harahorn (1581)
- Røggjin (1370)
- Bjøbergnøse (1468)
- Kvitingatn (1426)
- Svarthetta (1553)
- Skogshorn (1728)
- Veslehorn (1300)
- Storhorn (1482)

### Zwarte categorie
- Kyrkjebønnøse (1671)
- Ranastøngji (1900)
- Storbøttskaret (1656)
- Høgeløft (1920)